# WGY (Hörfunksender)
Koordinaten: 42° 47′ 32″ N, 74° 0′ 42″ W
WGY ist eine US-Radiostation aus Schenectady, New York. Unter dem Brand "Newstalk Radio 810" sendet die Clear-Channel-Station ein News und Talk Format für New York und die angrenzenden Staaten. Die Station gehört dem größten US-Radiokonzern iHeart Media.
Auf der Frequenz 810 kHz sendet WGY mittels eines Rundstrahlers mit einer Leistung von 50 kW. Parallel dazu wird das Programm auch über eine UKW-Station ausgestrahlt.

## Programm
WGY Programmschema orientiert sich an dem Standard-Schema aller iHeartMedia Talkradio Stationen. Nach einer lokalen Morgenshow, folgt das Glenn Beck Programm, The Rush Limbaugh Show, The Sean Hannity Show, The Michael Berry Show, The Mark Levin Show und später Coast to Coast AM.

## Geschichte

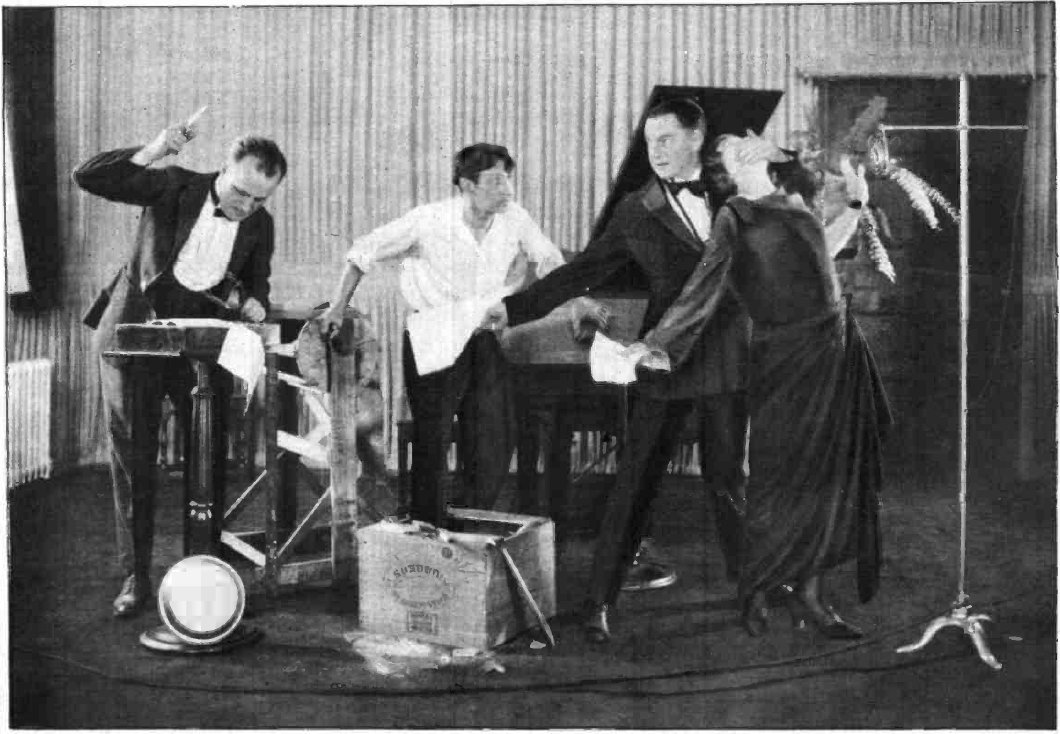
Hörspielproduktion von "The Great Divide" bei WGY 1923

WGY ist eine der ältesten Stationen der USA. Am 20. Februar 1922 um 7,47 Uhr morgens nahm die Station auf 360 Meter (ca. 833 kHz) mit Kolin Hager am Mikrofon den Betrieb auf. WGY befindet sich am früheren Hauptsitz der General Electric Company, die die Station auch gründete. Der erste Sender produzierte eine Ausgangsleistung von 1,5 kW an einer T-Top Langdraht-Antenne. Im Jahr 1932 nahm die Station ihren 50-kW-Sender in Betrieb. Da sich dennoch Hörer über einen unzureichende Empfang beschwerten, baute WGY 1936 den damals höchsten Sendemasten des Landes (625 Fuß hoch).
Von 1924 bis 1942 sendete WGY sein Programm auch über die Kurzwellensender W2XAD mit 25 kW und W2XAF mit 40 kW. Die Signale waren auch in Europa aufzunehmen. 1942 mussten die beiden Kurzwellensender für Programme der "Voice of America" zur Verfügung gestellt werden.
WGY erweiterte seine Aktivitäten später um die UKW-Station WGFM und den Fernsehsender WRGR in der 60 Washington Avenue.
Zu Beginn seiner Karriere als Radiomoderator war WGY die zweite Station von Michael Smelstor alias Mike Gallagher. Hier moderierte der mittlerweile US-weit sendende Moderator seine erste Talkshow. Anschließend ging er zu WABC nach New York City.
Als erste AM-Station sendet WGY seit dem 16. September 2004 auch digital tagsüber HD-Radio (IBOC-Standard).